# Diona Reasonover
Diona Reasonover, née le 6 janvier 1992 à Détroit, est une actrice américaine. Elle joue le rôle de Charmaine Eskowitz dans la série Clipped, et elle est principalement connue pour avoir joué le rôle de Kasie Hines dans la série télévisée NCIS : Enquêtes spéciales depuis 2018,.

## Filmographie

### Cinéma
- The Night Watchmen
- The Clapper (non créditée)

### Télévision
- 2015
  - Clipped
  - Comedy Bang! Bang!
- 2016
  - Le Monde de Riley'
  - Superstore
  - 2 Broke Girls
- 2017
  - Transparent
  - Do You Want to See a Dead Body?
- 2017, 2019
  - Future Man
- 2018
  - Grace et Frankie
- 2018–aujourd'hui
  - NCIS : Enquêtes spéciales
- 2022
  - NCIS: Hawaiʻi